# مارك أ. ديفيس
مارك أ. ديفيس (بالإنجليزية: Mark A. Davis)‏ هو قاضي ومحامي أمريكي، ولد في 1966 في جاكسونفيل في الولايات المتحدة.